# Ardagger Stift
Ardagger Stift ist eine Ortschaft und eine Katastralgemeinde der Gemeinde Ardagger im Bezirk Amstetten in Niederösterreich.

## Geografie
Das Dorf liegt südlich von Ardagger Markt an der Greiner Straße. Die Ortschaft besteht aus den Ortsteilen Am Weinberg, Bach, Brachegg, Habersdorf, Hauersdorf, Illersdorf, Kirchfeld, Kollmitz, Paulberg, Pfaffenberg, Schüsselhub und Stocka.

## Siedlungsentwicklung
Zum Jahreswechsel 1979/1980 befanden sich in Ardagger Stift drei Ortsräume mit 183 Bauflächen auf insgesamt 77.902 m² und 213 Gärten auf 618.410 m², 1989/1990 waren es bereits 302 Bauflächen. 1999/2000 war die Zahl der Bauflächen auf 647 angewachsen, wobei 404 Gebäude bestanden und 2009/2010 waren es 402 Gebäude auf 729 Bauflächen.

## Geschichte
Im Jahr 1822 wurde der Ort als Dorf mit einem Schloss und 32 Häusern beschrieben, das nach Ardagger Markt eingepfarrt war, wohin auch die Kinder eingeschult wurden. Die Herrschaft Ardagger besaß die Ortsobrigkeit und besorgte die Konskription. Die Landgerichtsbarkeit wurde von der Herrschaft Seisenegg ausgeübt. Die Untertanen und Grundholde des Ortes gehörten den Herrschaften Ardagger und Zeillern. Laut Adressbuch von Österreich waren im Jahr 1938 in der damaligen Ortsgemeinde Ardagger Stift zwei Ärzte, ein Binder, ein Dachdecker, zwei Gastwirte, vier Gemischtwarenhändler, zwei Müller, ein Schlosser, ein Schmied, ein Schneider und zwei Schneiderinnen, drei Schuster, ein Tischler, ein Versicherungsmakler, ein Viehhändler und ein Landwirt mit Direktverkauf ansässig.

## Landwirtschaft
Die Katastralgemeinde ist landwirtschaftlich geprägt. 753 Hektar wurden zum Jahreswechsel 1979/1980 landwirtschaftlich genutzt und 227 Hektar waren forstwirtschaftlich geführte Waldflächen. 1999/2000 wurde auf 748 Hektar Landwirtschaft betrieben und 257 Hektar waren als forstwirtschaftlich genutzte Flächen ausgewiesen. Ende 2018 waren 712 Hektar als landwirtschaftliche Flächen genutzt und Forstwirtschaft wurde auf 258 Hektar betrieben. Die durchschnittliche Bodenklimazahl von Ardagger Stift beträgt 51,7 (Stand 2010).

## Öffentliche Einrichtungen
In Ardagger gibt es eine Volksschule und eine Neue Mittelschule.

## Sehenswürdigkeiten
- Stift Ardagger, ehemaliges Kollegiatstift